# ۱۰۰ بیشاپزگیت
۱۰۰ بیشاپزگیت (انگلیسی: 100 Bishopsgate) یک آسمان‌خراش واقع در سیتی لندن، بریتانیا می‌باشد. ساخت و ساز این ساختمان در سال ۲۰۰۶ به پایان رسیده است.
این برج که کاربری آن تجاری می‌باشد تعداد طبقاتش ۴۰ و ارتفاع آن ۱۷۲ متر است